# In 100 Years...
In 100 Years (en 100 años) es el último sencillo que estrenó Modern Talking antes de separase el dúo y continuar caminos separados. Es el sencillo debut del sexto álbum In the Garden of Venus puesto a la venta a fines de 1987. La canción fue compuesta, arreglada y producida por Dieter Bohlen, y coproducida por Luis Rodriguez. La fotografía de la carátula del sencillo fue responsabilidad de Nick Nicholson, mientras que la de la contraportada corresponde a Dieter Zill.

## Sencillos
12" Maxi Hansa 609 543	1987
1. 	In 100 Years (Long Version - Future Mix)		6:39
2. 	In 100 Years (Part I)		3:58
3. 	In 100 Years (Part II)		4:06

7" Single Hansa 109 543	1987
1. 	In 100 Years (Part 1)		3:58
2. 	In 100 Years (Part 2)		4:06

## Posición en las listas
El sencillo permaneció 6 semanas en el chart alemán desde el 7 de diciembre de 1987 al 24 de enero de 1988.
| Chart (1987) | Máxima posición |
| ------------ | --------------- |
| Alemania     | 30              |
| España       | 4               |
| Sudáfrica    | 18              |
| Turquía      | 1               |

## Créditos
- Letra y música - Dieter Bohlen
- Arreglos - Dieter Bohlen
- Producción - Dieter Bohlen
- Coproducción - Luis Rodríguez
- Dirección de arte - Ariola Studios
- Fotografía (artistas) - BRAVO / Dieter Zill
- Fotografía (portada) - Nick Nicholson